# Фонди (озеро)
Фо́нди (итал. Fondi) — прибрежное озеро в провинции Латина на юго-востоке Лацио в Италии. Располагается между городами Террачина и Фонди.
Озеро Фонди имеет дугообразную форму с сильно изрезанными берегами, ориентированную в широтном направлении. Площадь — 4,5 км². Наибольшая глубина достигает около 30 м. Озеро сообщается с заливом Террачина Тирренского моря через канал Каннето на западе и канал Санта-Анастасия — на востоке.
Ихтиофауна озера представлена такими видами как: угорь, морской окунь, кефаль.